# Elektricitet
Ved elektricitet forstås en række fysiske fænomener forbundet ved en tilstedeværelse og en strøm af elektrisk ladede partikler. Elektricitet har en bred vifte af effekter, f.eks. lyn, statisk elektricitet, elektromagnetisk induktion og elektrisk strøm. Desuden muliggør elektricitet dannelse og opfangning af elektromagnetisk stråling såsom radiobølger.

## Effekter
Såkaldt statisk elektricitet er ikke en elektronstrøm. Det skyldes et over- eller underskud af elektroner i forhold til positive kernepartikler (protoner):
- Når der er et overskud af elektroner, siges objektet at være "negativt ladet".
- Når der er et underskud af elektroner, siges objektet at være "positivt ladet".
- Når antallet af elektroner og antallet af protoner er ens, siges objektet at være "elektrisk neutralt".

Elektriske fænomener i naturen:
- Lyn
- Kuglelyn - Sandsynligvis induceret af elektricitet.[1]
- Elektroception - Mange dyr som f.eks. næbdyret, hajer og maller er følsomme og har derfor en sans for elektriske felter. Denne sans kan anvendes til at finde byttedyr.[2][3][4][5]
- Bioelektricitet - Nogle dyr kan også generere et stærkt elektrisk felt som f.eks. elektriske ål, elektriske maller, elrokke.

Elektricitet kan f.eks. genereres ved hjælp af følgende transducere:
Elektrokemiske:
- akkumulatorcelle
- battericelle
- brændselscelle

Elektromekaniske:
- dynamo
- piezoelektrisk keramik. Visse elektroniske lightere.
- piezoelektrisk kvarts
- Van de Graaff generator

Elektroakustiske:
- grammofon pickup
- hydrofon
- højttaler
- mikrofon

Elektromagnetiske (baseret primært på den fotoelektriske effekt):
- Lysdiode. En lysdiode kan faktisk virke som en lille solcelle[kilde mangler].
- Radioantenne
- Solcelle

Elektrotermiske:
- Peltier-element